# دایسوکه میورا
دایسوکه میورا (انگلیسی: Daisuke Miura؛ زادهٔ ۲۵ دسامبر ۱۹۷۳) بازیکن بیس‌بال اهل ژاپن است.